# Gazi Yaşargil
 (janvier 2024).
Si vous disposez d'ouvrages ou d'articles de référence ou si vous connaissez des sites web de qualité traitant du thème abordé ici, merci de compléter l'article en donnant les références utiles à sa vérifiabilité et en les liant à la section « Notes et références ».
Mahmut Gazi Yaşargil, né le 6 juillet 1925 à Lice (province de Diyarbakır) et mort le 10 juin 2025 à Stäfa (Suisse), est un scientifique et neurochirurgien turc naturalisé suisse.

## Biographie
Diplômé du lycée Atatürk d'Ankara, Gazi Yaşargil étudie à l'université d'Ankara et poursuit ses études à l'université Friedrich Schiller. 
En 1945, il rejoint l'université de Bâle où il décroche un doctorat en 1950. Par la suite, il travaille à l'université de Berne en tant que professeur adjoint du département de psychiatrie et à l'université de Bâle dans le département de Neurochirurgie. 
Entre 1957 et 1965, il continue ses travaux à l'Hôpital universitaire de Zurich, et y devient professeur adjoint en 1965.
Entre 1965 et 1967, il collabore avec le professeur Peardon Donaghy dans le domaine de la chirurgie microvasculaire au sein de l'université du Vermont à Burlington, aux États-Unis.
Il fait également partie des membres fondateurs de l'Académie Aviasiya.

## Titres

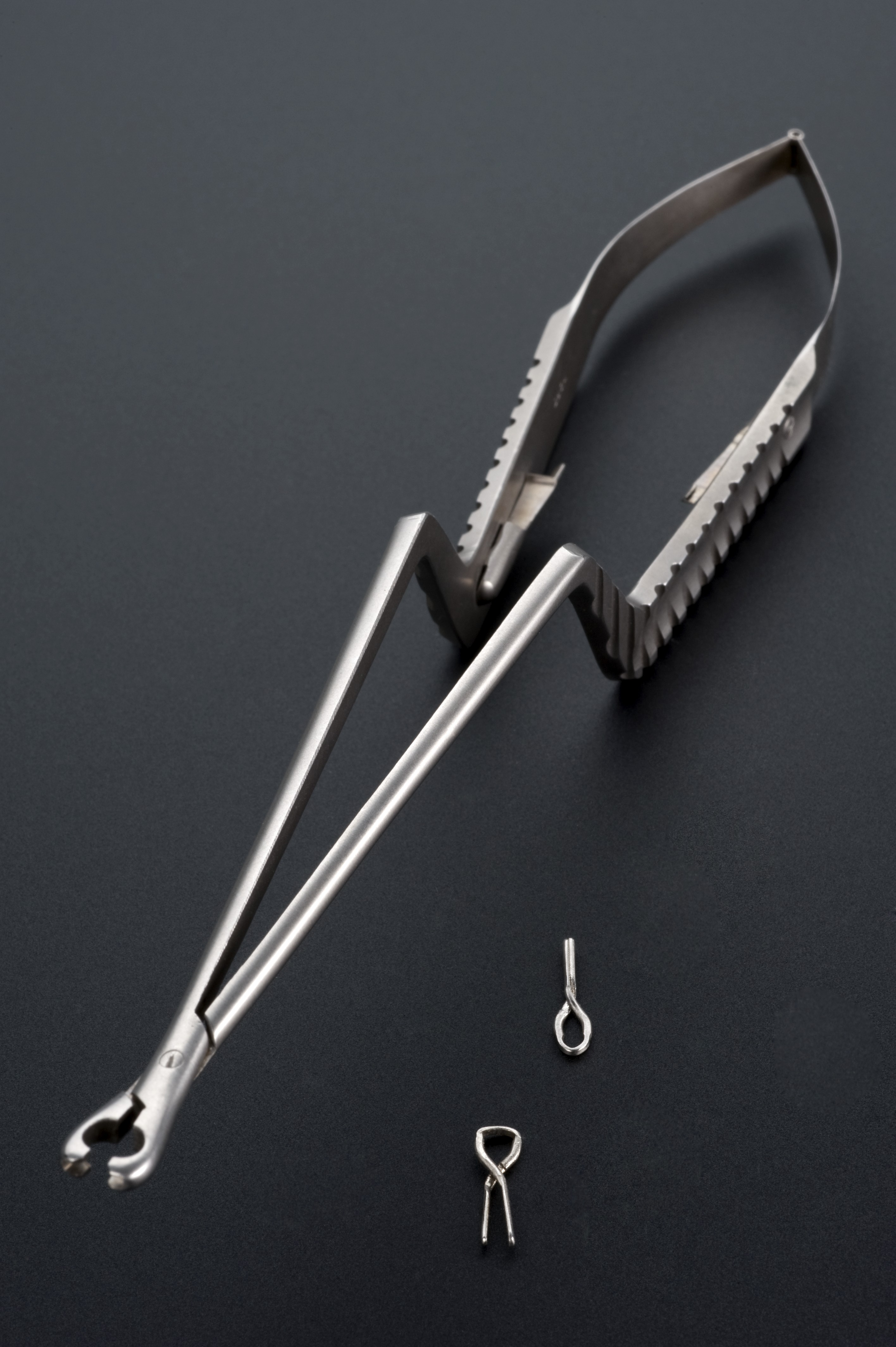
Clip d'anévrisme Yasargil : outil encore utilisé de nos jours, baptisé d'après son nom de famille au vu des méthodes neurochirurgicales développées par lui-même.

Gazi Yaşargil est considéré comme un des fondateurs de la neurochirurgie. Il possède le titre de professeur neurochirurgien. Il est également surnommé « le neurochirurgien du siècle ». 
Il réussit à traiter l'épilepsie et les tumeurs du cerveau avec les méthodes qu'il a lui-même développées. De 1953 jusqu'à sa retraite en 1999, il travaille à l'Université de Zurich et au département de neurochirurgie de l'hôpital universitaire de Zurich en tant que médecin, médecin en chef, professeur et directeur. 
En 1999, il est élu « le neurochirurgien du siècle » (1950-1999) au Congrès des neurochirurgiens.

### Doctoratshonoris causa
- 1991 - Université d'Istanbul, Istanbul, Turquie
- 1999 - Université de Lima
- 2000 - Université Hacettepe, Ankara, Turquie
- 2001 - Université d'Oxford
- 2002 - Université Friedrich-Schiller, Allemagne

### Titres de membre honorifique
- 1976 - Académie de neurochirurgie brésilienne, [Brésil]
- 1977 - Association des neurochirurgiens, États-Unis
- 1979 - American Heart Association à Dallas, Texas, États-Unis
- 1981 - Académie de neurochirurgie, Canada
- 1986 - Le Congrès des Neurochirurgiens
- 1987 - Neurochirurgie Société Japonaise, Japon
- 1989 - Association américaine de Neurochirurgiens Harvey Cushing, États-Unis
- 1989 - Académie de la Neurobiologie, Suisse
- 1990 - Société royale de médecine de Londres, section de Neurologie
- 1990 - Société de neurochirurgie turque
- 1990 - International Skull Base Society
- 1993 - Académie suisse de neurochirurgie
- 1994 - Société de neurochirurgie d'Argentine
- 1998 - Société américaine de neurobiologie
- 1998 - Académie turque des sciences
- 1999 - Académie de neurochirurgie de Pérou
- 2000 - Académie de neurochirurgie d'Italie
- 2003 - Association de neurométabolique du Mexique

## Récompenses
- 1957 - " Prix Vogt"- Association Suisse d'Ophtalmologie
- 1968 - "Prix Robert Bing" - L'Académie suisse des sciences médicales
- 1976 - "Prix Marcel Benoit" - La Fédération suisse
- 1980 - "Prix du Neurochirurgien de l'année"
- 1981 - "Prix Pioneer Microsurgeon" -Association internationale de microchirurgie, Sidney, Australie
- 1988 - "la Médaille d'Honneur" - Campagna e della Università di Napoli, Naples, Italie
- 1992 - "Prix Médecine" de la République turque
- 1997 - "La Médaille d'or" - Fédération mondiale de neurochirurgie
- 1998 - Membre de la Faculté des Sciences médicales de l'Université de l'Arkansas, États-Unis
- 1998 - "Neurochirurgien du siècle" - Association brésilienne de neurochirurgie
- 1999 - "Médaille d'Honneur" - Union européenne des neurochirurgiens
- 1999 - "Neurochirurgien du siècle" - Revue Nurosurgery, lors de la réunion annuelle du Congrès des chirurgiens neurologiques
- 2000 - "Médaille Fedor Krause" - association allemande de neurochirurgie
- 2000 - "Bourse d'Honneur" - American College Of Surgeons 2000
- 2000 - Distingué de la médaille de Service De La République De Turquie
- 2000 - Prix de l'Académie turque des sciences
- 2002 - "Prix international Francesco Durante" - Italie
- 2002 - "Prix honorifique de la Souveraineté nationale"
- 2005 - prix honorifique de la souveraineté nationale (une seconde fois)[7]